# 邹衍 (少将)
邹衍（1915年11月5日—2022年4月1日），原名邹衍桃，中国人民解放军将领、中国人民解放军开国少将，江西省贛州市興國縣崇賢鄉霞光村人。曾任中国人民解放军沈阳军区装甲兵政委。
1930年6月加入共青团，同年9月参加中国工农红军。1935年8月加入中国共产党。经历过中央苏区的五次反围剿及长征。历任红一军团第三团政治处青年干事，陕甘宁边区政府警卫团政治委员，第四野战军四十七军一六〇师政治委员，中央公安纵队政治委员兼公安一师政治委员，沈阳军区装甲兵政委、军区副政委、顾问。1955年，授予中国人民解放军少将军衔。1988年6月离休。